# 필터 (사진술)

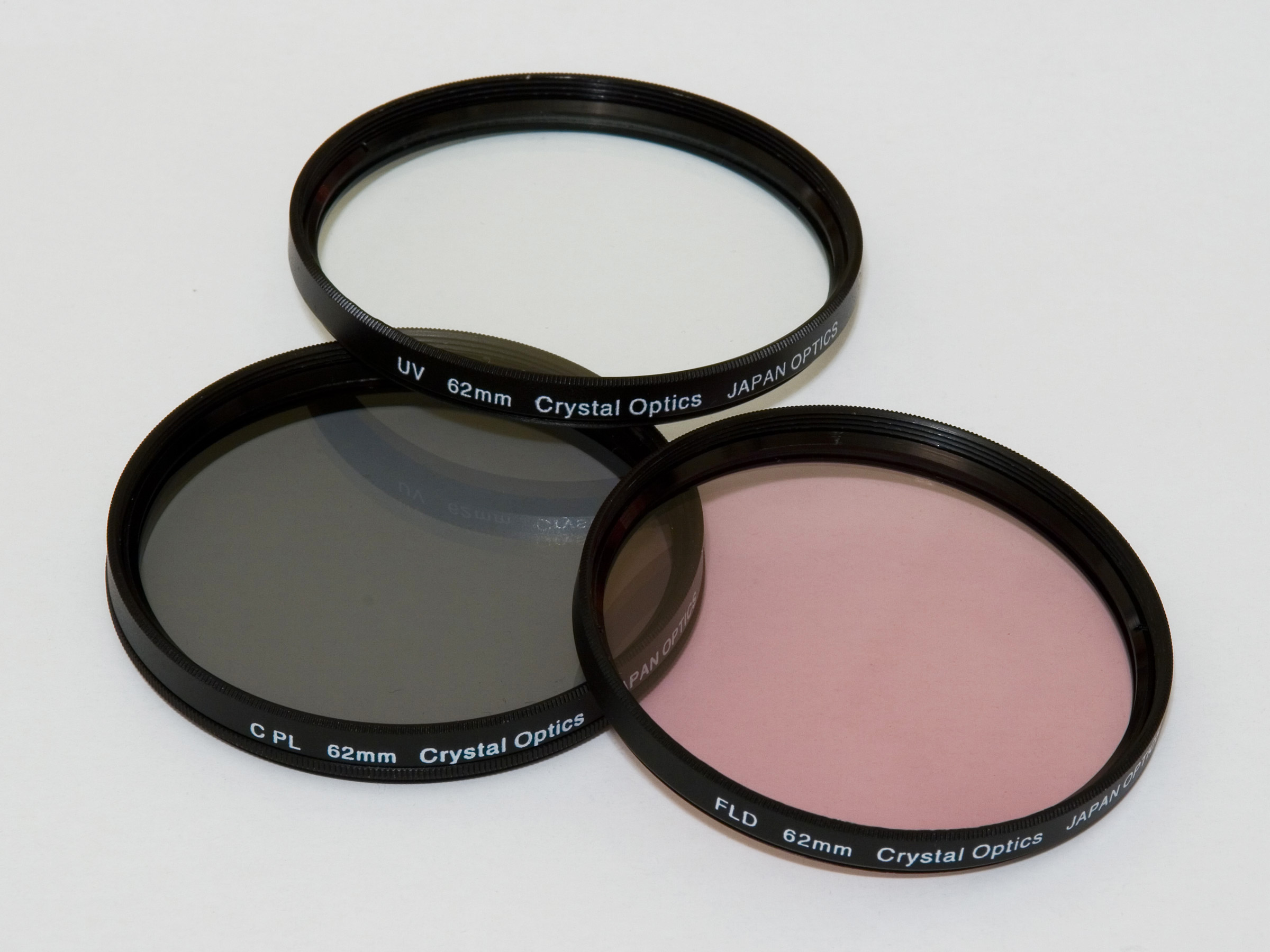
62 mm 자외선, 편광, 형광 필터.

필터(filter, 속칭 렌즈 필터)는 사진술 분야에서 사진기의 광학적 경로(path)에 삽입되는 필터 액세서리를 말한다. 사진기 필터는 홀더 액세서리에 끼울 수 있는 네모 모양인 것도 있으나 보통은 금속이나 플라스틱 재질의 둘레 틀 안쪽에 끼운 유리나 플라스틱 원반 모양이다. 보통 렌즈 앞에서 나사로 조여 조립된다.
사진을 찍는 사람은 필터를 사용해서 찍히는 이미지를 부가적으로 제어할 수 있다. 때때로 찍히는 이미지에 아주 약간의 변화를 주기 위해 사용하기도 한다. 반면에 특별한 경우에는 사진기 필터 없이는 사진을 아예 찍을 수 없는 경우도 있다.
필터를 사용함으로써 야기되는 단점으로는 지저분하거나 긁힌 자국이 있는 필터에 의한 이미지 품질과 해상도 손실을 꼽을 수 있다. 또한 광량을 충분히 받아들여야 하기 때문에 노출이 많이 필요할 수 있다. 앞서 말한 단점은 필터를 매우 조심스럽게 사용하고 유지보수함로써 예방할 수 있다. 두 번째 단점을 극복하기 위해서는 테크닉이 필요하다. 처음부터 계획적으로 필터를 잘 사용하였으면 문제가 안 되지만, 어떤 상황에서는 필터를 아예 사용하지 않는 것이 나을 수 있다.
대부분의 필터는 래튼 수에 의해 식별된다.

## 사진술 분야에서의 필터의 사용
사진술 분야에서 필터는 그 용도에 따라 다음과 같이 분류된다:
- 클리어 필터
- 자외선 필터
- 색상 보정 -  컬러 커렉션 필터, 컬러 컨퍼젼 필터, 화이트 밸런스 필터라고도 불린다.
- 색상 분리, 색상 서브트랙션
- 대비 향상
- 자외선
- 뉴트럴 덴시티 - 그라듀에이티드 ND 필터 및 솔라 필터 포함.
- 편광
- 다양한 종류의 특수 효과 필터 - 다음과 같은 것들을 포함:
  - 그라듀에이티드 컬러, 컬러 그래드
  - 크로스 스크린 및 스타 디플랙터
  - 디퓨전 및 콘트라스트 감소
  - 세피아 톤
  - 스팟
  - 클로즈-업, 다른 말로 매크로 디옵터즈(diopters) 및 스플릿 디옵터즈(split diopters), 다른 말로 스플릿 포커스(split focus)

## 클리어 필터
클리어 필터, 다른 말로 윈도 글래스 필터(window glass), 옵티컬 플랫츠(optical flats)라고도 하는 것은, 완전히 투명한 필터이다. 들어오는 빛을 (이상적으로는) 전혀 필터링 하지 않는다. 다만 단지 렌즈의 앞 표면을 보호하기 위해 사용한다.

## 자외선 필터
자외선 필터는 다른 말로 UV 필터, 자외선 차단 필터라고도 하는데, 자외선 광에 의해 발생되는 흐릿함을 없애기 위해 사용한다. UV 필터는 보통 가시 광선에 대해서는 높은 정도로 투과시켜 주므로, 대부분의 사진 촬영 시 그냥 끼워 두고 써도 무방하다. 이 필터는 값도 싸므로, 클리어 필터와 마찬가지로, 사람들은 사진 찍을 때 렌즈 보호용으로 쓰기도 한다.
Haze-2A나 UV17과 같은 강한 UV 필터는 광 스펙트럼 상에서 보라색쪽 부분을 조금 깎아먹기도 한다. 사진은 약간 노란색 기운이 돌게 된다. 이러한 강한 UV 필터는 흐릿함(haziness)를 줄이는 데 더 효과적이다. 또한 디지털 카메라의 퍼플 프링잉(purple fringing)을 줄이는 데 쓰인다. 강한 종류의 UV 필터는 때때로 해가 뜬 날(daylight-type) 응달에서 찍은 사진에 따뜻한 색조를 더하기 위해서도 쓰이기도 한다.

## 편광 필터
편광 필터는 컬러 사진 및 흑백 사진 모두에 쓰인다. 지나치게 밝은 하늘을 어둡게 하거나 하는데 쓰인다. 보통 구름의 색상은 이 필터를 써도 변하지 않기 때문에, 결국 사진에서는 하늘과 구름과의 대비(contrast)가 증가하게 된다. 아지랑이(atmospheric haze)나 반사된 햇빛(reflected sunlight) 또한 줄어든다. 또한 컬러 사진에서는 전체적인 색상 채도(color saturation)가 증가한다. 편광 필터는 반사(reflection)와 관련 있는 상황을 적절히 처리하기 위해 자주 쓰인다. 예를 들면, 물의 반사, 유리의 반사에 적절히 대응하거나 유리창을 통해 사진을 찍을 때 사용된다. (유리창을 통해 사진을 찍을 때는, 브루스터 각이라는 현상을 이용한다.)

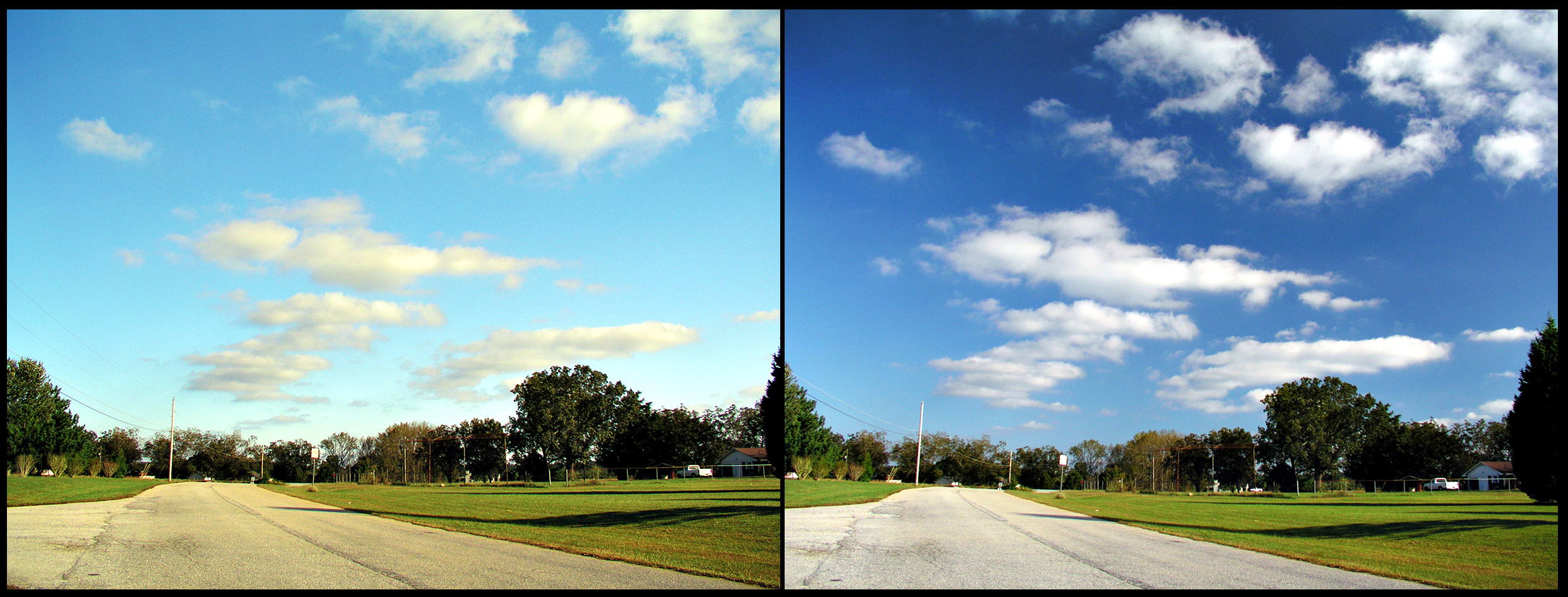
컬러 사진에 대한 편광 필터의 효과. 오른쪽은 편광 필터를 적용한 것이다.

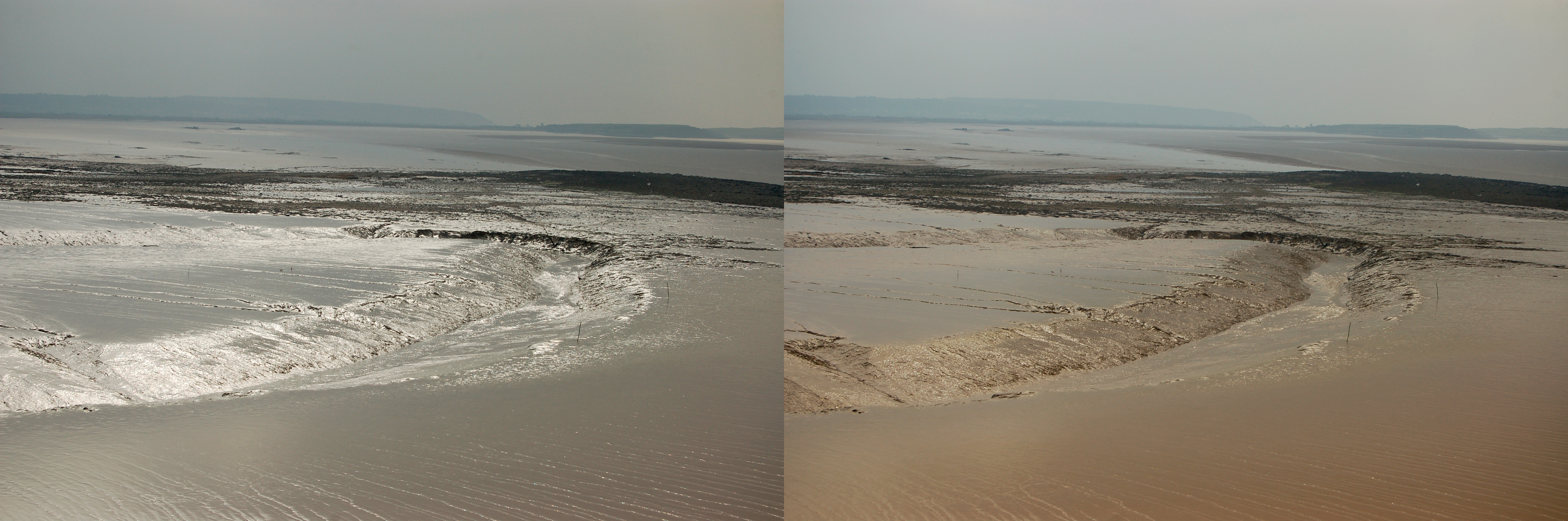
첫 번째 그림에서는 필터의 효과(effect)를 최소화하도록 편광 필터가 회전되어 있다. 두 번째 그림에서는 효과를 최대화하도록 편광 필터가 90°회전되어 있다. 이로써 반사된 햇빛이 대부분 제거되었다.

편광 필터에는 두 종류가 있다. 선형 편광 필터(linear polarizer filter, 다른 말로 직선 편광 필터)는 선형적으로 편광된 광원(직선편광)의 한 편광 성분만을 투과시킨다. 원형 편광 필터(circular polarizer, 원평광 필터, 흔히 CPL 필터라고 함.)는 한 개의 편광 성분만을 투과시키지만, 그것을 원편광(circularly polarized)된 광으로 바꾸어준다. 선형 편광 필터에다가 복굴절 층(보통 파장판)을 더해줌으로써 처리된다. 일부 사진기들의 자동 초점 센서 및 계측 센서, 대부분의 일안 반사식 카메라들은 선형 편광 필터를 가지고는 제대로 쓸 수 없다. 초점 작용과 계측 작용에 쓰이는 반사 거울과 빔-스플릿터 때문이다. 반면, 원형 편광 필터는 모든 종류의 사진기에 쓰일 수 있다.

## 같이 보기
- 필터